# Камешица
Камешица (Камештица, болг. Камешица (Камещица)) — село в Болгарии. Находится в Габровской области, входит в общину Габрово. Население составляет 66 человек.

## Политическая ситуация
Камешица подчиняется непосредственно общине и не имеет своего кмета, кметский наместник в селе — Кета Стойнова Колева.
Кмет (мэр) общины Габрово — Томислав Пейков Дончев (Граждане за европейское развитие Болгарии (ГЕРБ)) по результатам выборов в правление общины.